# پیتر مک‌کنیز
پیتر مک‌کنیز (به انگلیسی: Peter McKenzie) یک هنرپیشه است. وی که از سال ۱۹۹۶ تا ۲۰۰۵ در این صنعت فعال بوده، در ۴ فیلم سینمایی بازی کرده‌است.
او بیشتر به خاطر بازی کردن نقش الندیل در فیلم ارباب حلقه‌ها: یاران حلقه (سال ۲۰۰۱) به کارگردانی پیتر جکسون شناخته می‌شود.
جدا از بازیگری، وی صاحب یک اصطبل مربی اسب‌دوانی است.

## زندگی شخصی
پیتر در ولینگتون، نیوزلند زاده شد.

## فیلم‌شناسی

### سینما
| سال  | فیلم                     | نقش              | یادداشت‌ها             |
| ---- | ------------------------ | ---------------- | --------------------- |
| ۱۹۸۲ | آخرین فیلم ترسناک        |                  | عضو گروه جلوه‌های ویژه |
| ۲۰۰۱ | ارباب حلقه‌ها: یاران حلقه | الندیل           |                       |
| ۲۰۰۲ | به نظر من                |                  | فیلم تلویزیونی        |
| ۲۰۰۵ | کینگ کونگ                | خدمه‌ی سرمایه‌گذار |                       |

### مجموعه تلویزیونی
| سال  | مجموعه            | نقش             | یادداشت‌ها |
| ---- | ----------------- | --------------- | --------- |
| ۱۹۹۶ | کافه جاده‌ای       | کارشناس رستوران | ۱ قسمت    |
| ۱۹۹۸ | افسانه‌ی ویلیام تل | فرمانده جنگجو   | ۴ قسمت    |
| ۲۰۰۰ | شوایه تاریک       | ادوین           | ۱ قسمت    |